# Куть, Виталий Дмитриевич
Виталий Дмитриевич Куть (7 июня 1970, Донецк) — советский и украинский футболист, защитник.

## Биография
В профессиональных соревнованиях дебютировал в 1991 году в составе пятигорского «Машука» во второй низшей лиге СССР.
После распада СССР вернулся в Донецк, следующие два года выступал за дубль «Шахтёра» и за клубы Донецкой области в низших лигах Украины и любительском первенстве. В 1994—1996 годах играл в третьей лиге России за «Атоммаш» (Волгодонск), «Источник» (Ростов-на-Дону) и «Шахтёр» (Шахты).
В начале 1997 года перешёл в тернопольскую «Ниву». Дебютный матч в высшей лиге Украины сыграл 19 марта 1997 года против «Днепра». 16 мая 1997 года забил свой единственный гол на высшем уровне, принеся команде победу над «Ворсклой» (1:0). Всего за два календарных года сыграл 46 матчей и забил один гол в высшей лиге.
В сезоне 1998/99 выступал во втором дивизионе Польши за КСЗО (Островец), затем некоторое время играл на любительском уровне. В 2001 году провёл 14 матчей в высшей лиге Казахстана в составе чимкентского «Достыка». В 2003 году играл в одном из низших дивизионов Финляндии за ГБК (Коккола), в промежутках снова выступал за любительские клубы.
В начале 2004 года был на просмотре в луганской «Заре», но команде не подошёл. Затем играл в первой лиге за «Нефтяник» (Ахтырка) и во второй лиге за проводивший свой дебютный сезон донецкий «Олимпик». В том же году в 34-летнем возрасте завершил профессиональную карьеру.